# Zec Matimek
La zec Matimek est une zone d'exploitation contrôlée (zec) située dans le territoire non organisé de Lac-Walker, dans la municipalité régionale de comté (MRC) Sept-Rivières, dans la région administrative de la Côte-Nord, au Québec, au Canada. La zec Matimek a été créée en 1979.
L'Association chasse et pêche Sept-Îlienne inc est un organisme à but non lucratif qui administre les terres de la zec qui sont du domaine public. La zec a une mission de développement du territoire et de le rendre accessible au grand public pour des activités de plein air notamment: randonnée pédestre, randonnée en quad/autoneige, camping, chasse, pêche, ainsi que l'observation des paysages, de la flore et de la faune.

## Toponymie
Le spécifique « Matimek » est associé à deux toponymes: la zec Matimek et le mont Matimek. « Zec Matimek » dérive du mont du même nom. Ce mont est situé à 10 km à l'ouest de la zec, dans la réserve faunique de Port-Cartier–Sept-Îles, à 28,5 km au nord de Port-Cartier, entre le lac Chevarie et le lac Arsenault.
Le toponyme « zec Matimek » a été officialisé le 5 août 1982 à la Banque des noms de lieux de la Commission de toponymie du Québec.

## Géographie
Le territoire de la zec Matimek couvre une superficie de 1 854 km2 sur la Moyenne Côte-Nord du golfe Saint-Laurent. Formée en longueur, la zec s'étend autour de la rivière Sainte-Marguerite, au nord de Port-Cartier et de Sept-Îles. La zec compte plus de 350 lacs sur son territoire, dont 25 sont exploités pour la pêche récréative. La superficie des lacs varie entre 1 et 450 hectares.
Depuis 2001, un réseau routier asphalté de 77 km permet aux utilisateurs d'accéder au secteur nord de la zec. Ce secteur comprend trois unités d'hébergement situés le long de nouveaux plans d'eau pour accommoder les villégiateurs, les chasseurs et les pêcheurs. La zec offre aussi des services de location de chaloupes et de campements.
La Fédération québécoise de la montagne a reconnu les pics Simon Proulx et l'Escalier, comme pics de glace de renommée mondiale.Ces pics sont situés au km 10 à partir de la voie navigable de la rivière Sainte-Marguerite. Sur le territoire de la zec, les amateurs de plein air peuvent observer une faune variée notamment: des pygargues à tête blanche, des ours noirs, des orignaux, des porcs-épics, des bernaches du Canada, des canards, des martres et des castors.[réf. nécessaire]
Les principaux lacs de la zec sont: Adrien, André, Ange, Anne, Attacaupé, de l'Attrape, Brûlé, Cacaoui, Caribou, du Castor, Catista, à Charles, Chétif, Claudette, du Coin, Contact, de la Coulée, Curieux, Curot, Denté, Doré, Dumais, Éden, Endormi, des Feuilles, Fox, Fretin, Futura, Gagnon, Gamache, Hall, Hingan, Hélène, Interdit, des Îles, Jourdain, Kim, Lachipu, Ladougas, Landry, Lapointe, de la Limite, à Louer, à Luc, à Moi, Manitowik, Médaillon, Ninnipuka, Nitro, Obscur, Ovide, Paquet, à la Pêche, Paul, Piace, Picard, au Poêlon, du Portage, de la Rencontre, Rioux, Sans Bout, Secoué, Sept-Milles, Serpent, du Siffleux, Soulard, à Toi, Tommy, Tortillier, Valin et Vierge.[réf. nécessaire]
Le poste d'accueil est situé dans le secteur Hall. Le trajet pour s'y rendre consiste à prendre la route 138. Le poste est situé à 19 km à l'ouest de Sept-Îles. 

## Chasse et pêche
(août 2020).
Si vous disposez d'ouvrages ou d'articles de référence ou si vous connaissez des sites web de qualité traitant du thème abordé ici, merci de compléter l'article en donnant les références utiles à sa vérifiabilité et en les liant à la section « Notes et références ».
La zec abrite une grande variété d'espèces sauvages pouvant être chassée. Le gibier contingenté est l'ours noir, l'orignal, le canard, la gélinotte huppée, le tétras du Canada et le lièvre d'Amérique. Les amateurs de plein air peuvent aussi y observer le lagopède et une grande diversité d'oiseaux migrateurs.
Quant à la pêche récréative, la zec offre 25 lacs exploités permettant aux pêcheurs de capturer le grand brochet et l'omble de fontaine.
Les amateurs de plein air peuvent pratiquer dans la zec plusieurs sports favoris: 
- Canot-Camping: notamment sur le lac Hall et sur la rivière Sainte-Marguerite. Prochainement, la zec prévoit offrir cette activité dans le secteur Nord.
- Escalade: L'escalade est praticable sur le pilier Simon Proulx, lequel est situé à 10 km de la route 138 dans la partie sud de la zec Matimek.
- Canot: Le canot est une activité praticable notamment sur les lacs Hall, Gamache, Hélène, à Toi, à Moi et Vierge.
- Kayak: La rivière Sainte-Marguerite offre un segment favorable à la pratique du kayak sur environ 60 km.
- Sentiers de motoneiges et de VTT.